# Nereide
Nereidele sunt cele 50 de fiice ale lui Nereus și Doris, deci nepoatele lui Oceanus, care guvernează în Marea Mediterană. Conform mitului, aceste femei frumoase sunt întotdeauna prietenoase și îi ajută mereu pe marinari, alungând furtunile periculoase din calea acestora. Se crede că sunt capabile de a prezice viitorul. Fac parte din alaiul lui Poseidon.
În arta antică, în mod special pe vasele grecești negre, nereidele sunt pictate ca fiind complet îmbrăcate, așa cum sunt reprezentate pe un vas găsit în Corint (secolul al VI-lea î.Hr.), unde stau lângă patul de moarte al lui Ahile (fiul nereidei Thetis), în haine de doliu. În arta mai târzie, apar dezbrăcate complet sau parțial, călărind pe delfini, căluți de mare și alte creaturi marine.
Deși prin tradiție nereidele erau 50, prin compilarea diverșilor autori și poeți antici de către mitografi rezultă 75 de nume: Acteea, Agave, Amateea, Amfinome, Amfitoe, Amfitrita, Apseudes, Autonoe, Callianassa, Callinira, Calipso, Ceto, Cimatolege, Cimo, Cimodoce, Cimotoe, Climene, Cranto,  Dero, Dexamene, Dinamene, Dione, Doris, Doto,  Eione, Erato, Eucrate, Eudore, Eumolpe, Eunice, Eupompe, Evagore, Evarne, Ferousa, Galateea, Galene, Galuconome, Glauce, Halie, Halimede, Hipponoe, Hippotoe, Iaera, Ianasa, Ianira, Ione, Laomedia, Liagore, Limnoreia, Lisianasa, Melite, Menippe, Nausitoe, Nemertes, Neomeris, Nera, Nesea, Neso, Oritia, Panope, Pasiteea,  Plexaure, Polinoe, Pontomedousa, Pontoporeia, Pronoe, Proto, Protomedia, Psamate, Sao, Speio, Temisto, Thalia, Thetis, Toe.